# カレーライス (KANの曲)
「カレーライス」は、2006年2月22日にzetima（アップフロントワークス）から発売されたKAN30作目のシングル。

## 解説
4年半ぶりのシングルは、レコード会社移籍第一弾。TBSテレビ系ドラマ「銭湯の娘!?」主題歌。

## 収録曲
全曲　作詞・作曲：KAN
1. カレーライス
  - 編曲：KAN・小林信吾
2. アイ・ラブ・ユー
  - 編曲：KAN
3. カレーライス（歌ぬき）